# Anolis pulchellus
Espèce
Synonymes
- Ctenonotus pulchellus (Duméril & Bibron, 1837)

Anolis pulchellus est une espèce de sauriens de la famille des Dactyloidae.

## Répartition
Cette espèce est endémique du banc de Porto Rico. Elle se rencontre à Porto Rico et aux îles Vierges.

## Description
Anolis pulchellus est de couleur jaune-brun, les mâles ayant un fanon gulaire violet, cramoisi à la pointe.
Les mâles mesurent jusqu'à 47 mm et les femelles jusqu'à 36 mm.
Cette espèce est le lézard le plus commun à Porto Rico. Une densité de 20 000 individus par hectare peut se rencontrer.
Les Dactyloidae des Grandes Antilles ont été étudiés en détail car il s’agit d’un cas intéressant de radiation évolutive. Les espèces sont plus proches d’autres espèces sur la même île que d’individus de la même espèce sur les îles alentour. De manière surprenante, même si les divergences entre espèces sont indépendantes sur chaque île, le même panel d’écomorphisme est apparu sur chacune des îles. Anolis pulchellus est un lézard vivant dans les buissons et l’herbe et jamais dans les arbres.

## Étymologie
Le nom spécifique pulchellus vient du latin pulchellus, joli, en référence à l'aspect de ce saurien.

## Publication originale
- Duméril et Bibron, Erpétologie Générale ou Histoire Naturelle Complète des Reptiles, vol. 4, Paris, Librairie Encyclopédique Roret, 1837 (lire en ligne), p. 1-570